# Рас, Жан Карлос
Жан Карлос Рас (англ. Jean Carlos Ras; род. 25 июня 1980) — арубский шоссейный велогонщик.

## Карьера
С 2010 года несколько раз становился призёром чемпионата Арубы в групповой и индивидуальной гонках. 
В 2014 году принял участие в чемпионате Панамерики.
В 2017 году стал чемпионом Арубы в индивидуальной гонке. И выступил на чемпионате Карибов.

## Достижения
2010
2-й Чемпионат Арубы — групповая гонка
2012
3-й Чемпионат Арубы — групповая гонка
2013
2-й Чемпионат Арубы — индивидуальная гонка
3-й Чемпионат Арубы — групповая гонка
2017
 Чемпион Арубы — индивидуальная гонка